# Weeting Castle
Weeting Castle er ruinen af en herregård fra middelalderen nær landsbyen Weeting i Norfolk, England. Den blev opført omkring 1180 af Hugh de Plais, som et tre-etager stårn, en stor hal og en længe med andre faciliteter samt er separat køkken nær huset.
Der blev gravet en voldgrav omkring bygningerne i 1200-tallet. Huset blev ikke befæstet, men arkitekturen har mange af de samme elementer som borge fra perioden. Den blev sandsynligvis bygget med hallen på Castle Acre Castle som forbillede, og som var ejet af Hughs feudalherre, Hamelin de Warenne.
Weeting Castle blev forladt i slutningen af 1300-tallet og gik herefter i forfald. Ruinerne blev en del af ejendommen Weeting Hall fra 1770, og overgik til staten i 1926.
Stedet drives i dag af English Heritage, og det er klassificeret som et scheduled monument af Historic England.